# Llanura de Piedras Negras
La Llanura de Piedras Negras (en inglés: Blackstone Plain) es una pequeña llanura ubicada al sur de la punta Harper en el extremo del norte de la isla Saunders en las islas Sandwich del Sur.
Está compuesta de lavas basálticas oscuras y, en 1964, el personal del HMS Protector encontró que era el único área de la isla libre de hielo y nieve. El nombre descriptivo fue dado por el Comité de Topónimos Antárticos del Reino Unido en 1971. No posee un nombre oficial en la toponimia argentina del archipiélago.
La isla nunca fue habitada ni ocupada, y como el resto de las Sandwich del Sur se encuentra bajo control del Reino Unido que la hace parte del territorio británico de ultramar de las Islas Georgias del Sur y Sandwich del Sur, y es reclamada por la República Argentina, que la hace parte del departamento Islas del Atlántico Sur dentro de la provincia de Tierra del Fuego, Antártida e Islas del Atlántico Sur.